# Райченко-Скуфаті Інна Володимирівна
І́нна Володи́мирівна Рáйченко-Скуфаті (11 серпня 1892, Кишинів — ?) — оперна співачка і педагог, професор Одеської консерваторії.

## Життєпис
1920 — закінчила Одеську консерваторію (учениця професорки Юлії Рейдер). 31 травня 1920 року здобула звання «вільного художника».
1922—1924 років була солісткою Одеського оперного театру. Також виступала як концертна співачка.
Під час Другої світової війни залишалась в окупованій Одесі.
Від 1944 року — викладач сольного співу, від 1954 року — доцент, від 1959 року — професор Одеської консерваторії. Володіла кількома іноземними мовами, прекрасна піаністка.

## Учні
Серед її учнів: народні артистки УРСР Г. А. Поливанова і З. П. Лисак, заслужена діячка мистецтв України професор Н. Ф. Войцеховська, заслужена артистка УРСР В. Л. Мартиросова, заслужена працівниця культури РФ О. М. Слюсаренко, К. Тихонова, В. О. Затинайко, доцент Одеської музичної академії І. О. Лебедєва, викладач музичного училища Марія Вержбицька та ін.

## Пам'ять
25 жовтня 2013 року в рамках заходів щодо 100-річчя Одеської музичної академії ім. А. Нежданової відбувся концерт пам'яті професора Райченко-Скуфаті Інни Володимирівни та доцента Ойгензіхт Раїси Ісаківни «Чіо-Чіо-Сан».